# Panicum pilgerianum
Panicum pilgerianum là một loài thực vật có hoa trong họ Hòa thảo. Loài này được (Schweick.) Clayton mô tả khoa học đầu tiên năm 1987.